# 蝴蝶春夢
蝴蝶春夢（英語：The Collector）是一本約翰·福爾斯於1963年發表的小說。

## 情節
小說主角為一名孤僻的年輕男子，弗雷德里克·克雷格，原本在市政府工作擔任公務員，平日以收集蝴蝶標本做為嗜好。小說的前半段便是從克雷格的角度開始敘述故事的。
克雷格從幼時便開始暗戀一名社區裡的女孩米蘭達·葛雷，米蘭達後來進入了斯萊德藝術學院學習藝術。克雷格經常跟蹤、偷窺米蘭達，但始終不敢與她面對面接觸。有一天，克雷格贏得了英國足球賭博彩券的大獎，這使他得以辭去平常的工作，並在偏僻鄉間買下了一棟與世隔離的別墅。孤單的克雷格決定綁架米蘭達作為他的「收集品」之一，寄望著如果米蘭達與他共處了一段時間，終有一天會愛上他。在謹慎的計畫之後，克雷格以氯仿作為迷昏藥綁架了米蘭達，並把她監禁在鄉村別墅的地窖裡。克雷格相信米蘭達會對他產生好感，然而當米蘭達醒來之後她開始不斷要求克雷格釋放她，克雷格最後答應只要她不試著逃離，他會在一個月之後讓她離開，承諾將會「尊重」她、購買她需要和想要的東西，並且發誓不會強暴她。
小說前半段裡，克雷格以沒有感情的語言記載他每天的經過，他好像完全無法理解其他人的感覺和感情，而且似乎是性無能。儘管如此克雷格仍試著表現像是正常人一般，並且試著正當化他綁架米蘭達的行徑。
小說的後半段則是從米蘭達的角度敘述，來自於米蘭達所寫的日記。米蘭達剛開始並不了解克雷格這個人，並且對他感到恐懼。在日記裡米蘭達回憶她在綁架前的生活，並且想念一名她在藝術學校裡認識的中年藝術家「G.P.」，米蘭達逐漸回憶她認識G.P.和與他相戀的過程。透過米蘭達的日記，讀者們也有機會一窺福爾斯討論許多哲學的問題，比如藝術的本質、以及上帝。
剛開始米蘭達以為克雷格綁架她是為了強暴她，但隨著日子過去她開始認清克雷格的本質，並且對他產生一點同情，米蘭達將克雷格比為威廉·莎士比亞小說暴風雨裡的角色「凱列班」，因為他對她的迷戀就好像故事裡的凱列班一樣。克雷格則將自己比喻為故事裡的腓迪南，因為腓迪南是米蘭達最喜歡的角色。
米蘭達試著逃脫好幾次，但每次都被克雷格成功阻止。有一次米蘭達試著以她的身體誘惑克雷格，企圖藉機說服克雷格釋放她，然而性無能的克雷格開始感到困惑和退縮，最後拒絕了她。當克雷格多次拒絕釋放她之後，米蘭達開始在日記裡幻想如何殺害他，有一天她試著刺殺克雷格但最後並沒有成功，之後她認知到使用暴力只會讓她顯得與克雷格一樣低俗，因此不在試著以暴力逃脫。米蘭達開始計畫下一步的逃脫，然後在這時她開始染上重病，克雷格不願找醫生或送她就醫，最後使她在地窖裡因病死去。
小說的最後段再次以克雷格的角度敘述，他在米蘭達死後起了自殺的念頭，然而他很快發現了米蘭達的日記，並了解到米蘭達從來沒有對他有過愛意。生氣的克雷格因此認定米蘭達的死並不是他造成的，並且開始計畫如何綁架下一個女孩。

## 福爾斯對小說的解釋
福爾斯在他之後出版的「The Aristos」裡解釋了他寫蝴蝶春夢的動機，他稱這本小說背後的涵義在於闡述一個社會階級和知識不平等的危險，當普羅大眾開始變的富有但卻沒有知識內涵時，權力（不管是金錢或是權位）充滿了毀滅性。

## 衍生創作
蝴蝶春夢引發了許多衍生的作品，包括了電影還有電視劇，同時也成為許多歌曲和書籍的靈感來源。

### 電影
蝴蝶春夢在1965年被搬上了大銀幕，導演為威廉·惠勒，惠勒為了這部電影婉拒了導演真善美的機會。

### 劇場
- 蝴蝶春夢在1960年代和1970年代初被改編為一齣舞台劇於倫敦上演，然而並沒有獲得很好的評價。

### 音樂
- 金屬樂團滑結樂團錄製了一首「Prosthetics"」，歌詞並提到這本小說。
- 九寸釘樂團錄製了一首「蝴蝶春夢」靈感取自這本小說。

### 電視劇
蝴蝶春夢的大致情節：一個孤獨人士綁架他迷戀的對像，成為了許多電視劇的靈感來源，從肥皂劇到犯罪劇都有。
- 在犯罪心理的其中一集，綁架歹徒以「蝴蝶春夢」一書作為訊息密碼的來源[1]。
- 辛普森家庭的其中一集，漫畫店老闆以「蝴蝶春夢」的假名在一個漫畫展裡綁架了露西·勞倫斯，企圖把她帶回家中與她結婚[2]。

### 小說和漫畫
- 史蒂芬·金的《黑塔VII：黑暗之塔》提到這本小說。
- 同為史蒂芬·金所寫的《戰慄遊戲》也提起這本小說。
- 尼爾·蓋曼的漫畫The Doll's House提起了這本小說。

## 真實犯罪
自從這本小說發佈以來，有數名連續殺人犯、綁架犯、和歹徒聲稱《蝴蝶春夢》為他們犯罪的靈感來源。

### 倫納德·雷克和吳志達
在1985年，倫納德·雷克（Leonard Lake）與吳志達合夥綁架了多名女子，企圖複製蝴蝶春夢裡的「米蘭達」。據稱雷克對這本小說非常的著迷，並且已經計畫綁架多年。雷克與吳志達連續綁架、強暴、並虐待多名女子，他們兩人一同殺害了至少25人，其中還包含兩個家庭。在綁架並殺害至少三名女子之後有一天，吳志達因為在舊金山的一間超級市場行竊而招來警察的注意，雷克因此被逮捕，並在警方拘留下吞毒藥自殺，吳志達則逃亡到加拿大，最後被逮捕並引渡回美國受審。

## 外部連結
- https://web.archive.org/web/20071218225411/http://www.crimelibrary.com/serial_killers/notorious/serial_killer_movies/2.html
- https://web.archive.org/web/20150210032634/http://www.crimelibrary.com/serial_killers/predators/wilder/9.html
- https://web.archive.org/web/20070921114544/http://www.crimelibrary.com/serial_killers/predators/bob_berdella/10.html